# Relevo da Noruega

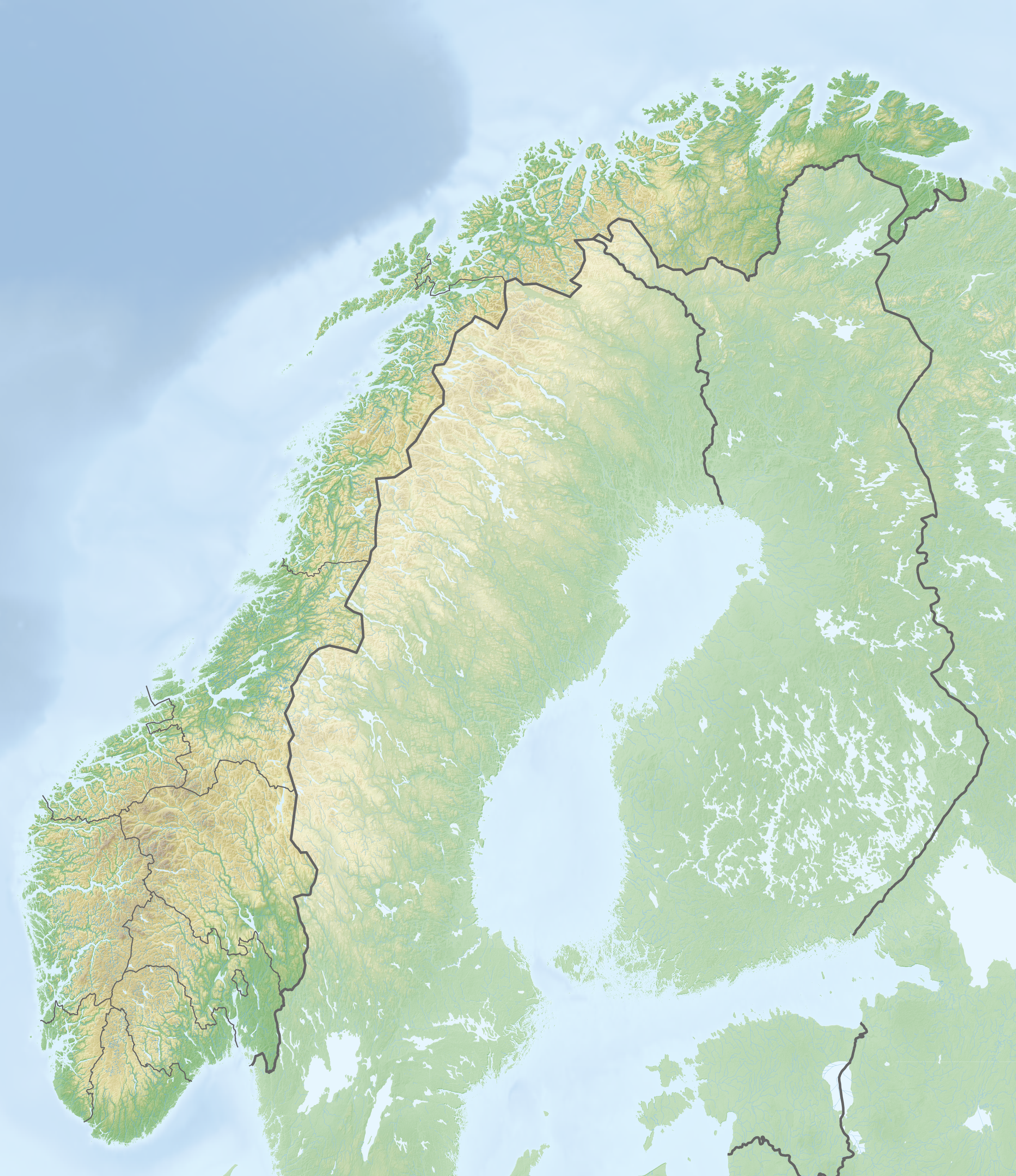
Relevo da Noruega

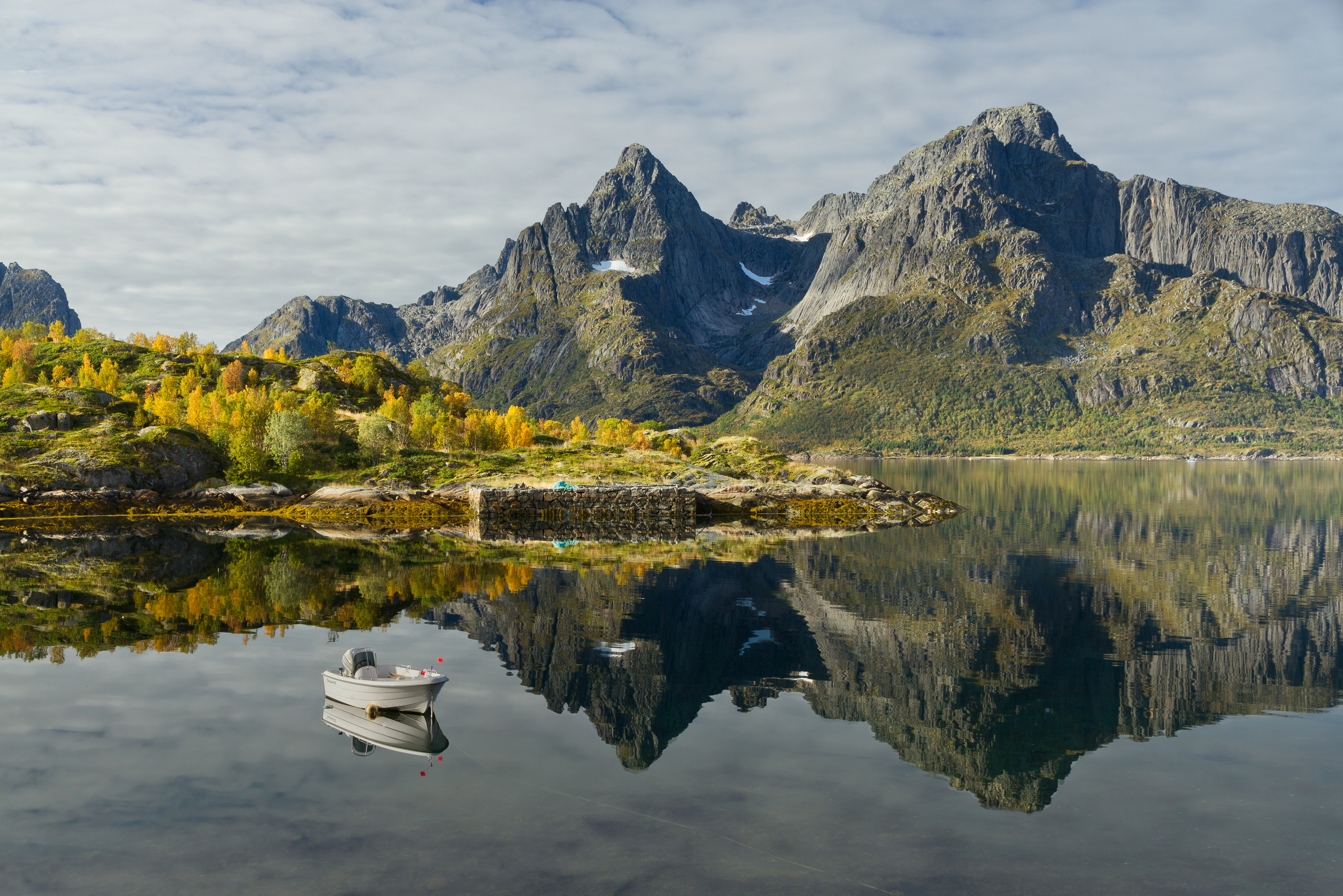
Montanhas da Noruega

O Relevo da Noruega é marcado por uma mistura impressionante de montanhas majestosas, fiordes espetaculares, planaltos vastos e uma costa acidentada. Essa variedade de paisagens cria um ambiente único para os habitantes e visitantes explorarem, desfrutarem e preservarem. A beleza natural da Noruega é verdadeiramente cativante e continua a inspirar admiradores de todo o mundo. A Noruega é conhecida por sua deslumbrante paisagem montanhosa, fiordes majestosos e planaltos escarpados, que criam um cenário espetacular e diversificado em todo o país. O relevo norueguês é moldado por milhões de anos de atividade geológica, resultando em uma topografia única que atrai visitantes de todo o mundo.

## Tipos de relevo
1. Montanhas: As montanhas ocupam uma parte significativa do território norueguês, especialmente na região central e no norte do país. A cadeia montanhosa mais proeminente é a Cordilheira Escandinava, que se estende desde o sul da Noruega até o norte da Suécia, com picos que chegam a mais de 2.000 metros de altitude. O ponto mais alto da Noruega é o Glittertinden, com 2.465 metros de altura. Essas montanhas oferecem oportunidades para alpinismo, caminhadas e esqui, além de serem o lar de uma rica vida selvagem, incluindo renas e águias.
2. Fiordes: Os fiordes são uma característica icônica da costa norueguesa, formando vales profundos esculpidos pelos antigos glaciares. Essas entradas de água criam paisagens espetaculares, com paredes íngremes que se elevam diretamente do mar para altas montanhas. Os fiordes mais famosos incluem o Sognefjord, o Geirangerfjord e o Nærøyfjord, todos listados como Patrimônio Mundial da UNESCO. Os fiordes noruegueses são uma atração turística popular, oferecendo passeios de barco, caminhadas e vistas panorâmicas inesquecíveis.
3. Planaltos: Os planaltos são características comuns do relevo norueguês, especialmente nas regiões centrais e orientais do país. Essas vastas áreas de terreno elevado são geralmente marcadas por colinas suaves, lagos glaciais e vegetação exuberante. Exemplos notáveis incluem o Planalto de Hardangervidda, o maior planalto da Europa do Norte, e o Planalto de Finnmarksvidda, no extremo norte da Noruega. Esses planaltos oferecem oportunidades para caminhadas, pesca e observação da vida selvagem.
4. Litoral: O litoral norueguês é extenso e irregular, com uma infinidade de enseadas, ilhas e penínsulas. As características mais distintivas são os fiordes, mas também existem muitas praias arenosas e falésias rochosas ao longo da costa. A topografia do litoral norueguês oferece um cenário espetacular para atividades como cruzeiros costeiros, mergulho e observação de baleias.